# Julius Kipkorir Kilimo
Julius Kipkorir Kilimo (* 1982) ist ein kenianischer Marathonläufer.
2008 wurde er Zweiter beim Posen-Marathon in 2:14:02 h. 2009 siegte er beim Krakau-Marathon in 2:11:26 h und beim Breslau-Marathon in 2:16:59.